# Wischeid
Wischeid ist ein Ortsteil der Ortsgemeinde Auw bei Prüm im Eifelkreis Bitburg-Prüm in Rheinland-Pfalz.

## Geographische Lage
Wischeid liegt nordwestlich von Auw bei Prüm in einer Entfernung von rund 1,5 km und unweit der Staatsgrenze zu Belgien. Der Ort liegt auf einer Hochebene und ist überwiegend von landwirtschaftlichen Nutzflächen und geringem Waldbestand umgeben. Östlich von Wischeid fließt der Wiesbach, ein Nebenfluss der Our, die nördlich des Ortes verläuft. Im Westen fließt der Taubenbach. Zu Wischeid gehört auch der Weiler Verschneid.

## Geschichte

### Wüstung Maspelt
Westlich von Wischeid, direkt auf der Grenze zu Belgien befindet sich die Wüstung Maspelt. Im Jahre 1704 wurde der Ort noch mit eigener Gemarkung aufgeführt. 1794 wurden die letzten Steuerabgaben des Ortes registriert. Heute handelt es sich um eine Wüstung.

### Eingemeindung
Am 1. Januar 1971 wurde die bis dahin selbständige Gemeinde Wischeid mit damals 128 Einwohnern nach Auw bei Prüm eingemeindet. Am selben Tag erhielt auch die Gemeinde Auw den Namenszusatz „bei Prüm“.

## Kultur und Sehenswürdigkeiten

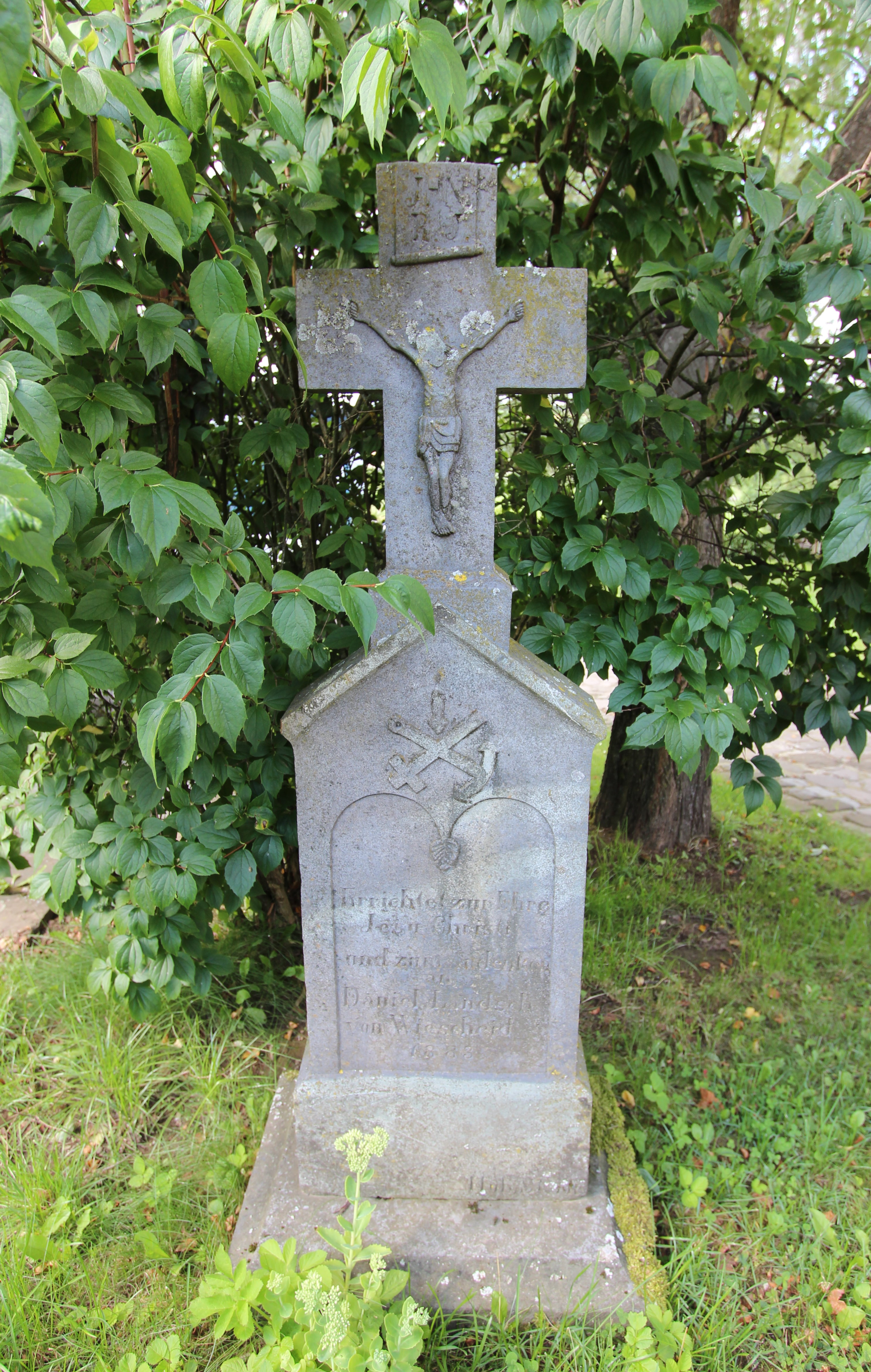
Sockelkreuz von 1883

### Sockelkreuz / Wegekreuze
In Wischeid befindet sich ein Sockelkreuz aus Schiefer. Dieses wurde im Jahre 1883 errichtet und dient laut einer Inschrift dem Gedenken an Daniel Landsch. Über der Inschriftplatte befinden sich zeitgenössische Glaubensmotive. Das Kruzifix ist an eine traditionelle Form angelehnt. Das Kreuz ist mit 1883 bezeichnet.
Südlich von Wischeid befindet sich ein weiteres Wegekreuz. Hierzu liegen keine genaueren Angaben vor.
Im Weiler Verschneid gibt es ebenfalls ein Wegekreuz. Dieses wurde bereits im Jahre 1631 errichtet. Es handelt sich um ein Schaftkreuz mit leichtem Relief. Das Kreuz folgt einem einfachen Bautyp.
Siehe auch: Liste der Kulturdenkmäler in Auw bei Prüm

### Naherholung
In der Region um Auw bei Prüm existieren mehrere Wanderwege. Durch Wischeid verläuft der Wanderweg 7 des Prümer Landes. Es handelt sich um einen Rundwanderweg mit einer Länge von 8,5 km mit dem Themenschwerpunkt Gewässer.

## Wirtschaft und Infrastruktur

### Unternehmen
In Wischeid gibt es einen Reifenhandel. Im Weiler Verschneid wird ein Blumengeschäft betrieben.

### Verkehr
Es existiert eine regelmäßige Busverbindung.
Wischeid ist durch die Kreisstraße 159 erschlossen. Verschneid ist durch die Kreisstraße 160 erschlossen.